# إبي (الوزير)

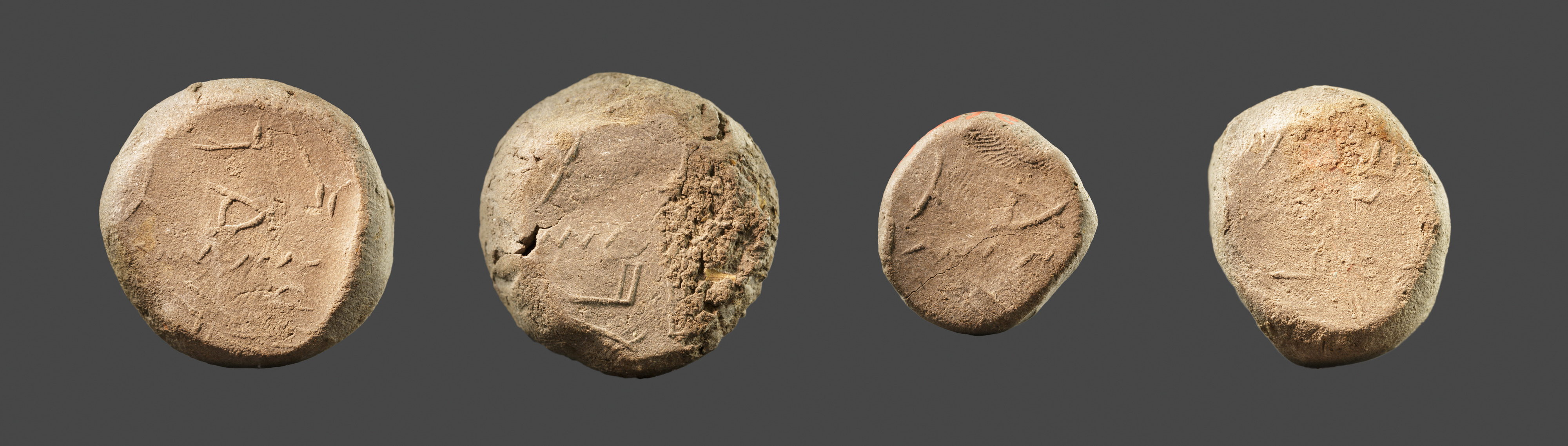
أختام مصرية من عهد الملك سنوسرت الاول

كان إبي (Ipi) وزيرًا مصريًا قديمًا عاصر أوائل عهد الدولة الوسطى. دليل وجوده الثابت والوحيد المعروف حاليا هو قبره الطيبي (TT315) (MMA 516). تم العثور على هذه المقبرة في صخور الدير البحري المُطلة على مجمع منتوحتب الثاني الجنائزي. و هي تتألف من فناء كبير، و ممر، و هيكل، و غرفة دفن. تم العثور على الممر والهكيل ولا يوجد بهما زخرفة، ولم يتم العثور على زخارف في أماكن أخرى إلا في غرفة الدفن فقط التي احتوت جدرانها على زخارف ملونة، ونصوص دينية، وألقاب وأسماء إبي. وتحتوي حجرة الدفن على تابوت مغمور في الأرض.
يحتوي الفناء الموجود أمام قبر إبى مقبرة الخادم مسح حيث تم العثور على بردية حقا نخت. و تم العثور في غرفة أخرى على حوالي ستين إناء، وطاولة تحنيط، من المفترض أن تكون تم إستخدامها في تحضير مومياء إبي.
إن تاريخ حياة إبي متنازع عليه، إلا أنه على الأرجح قد عاش خلال أوائل الأسرة الثانية عشرة.